# Stefano (scultore)

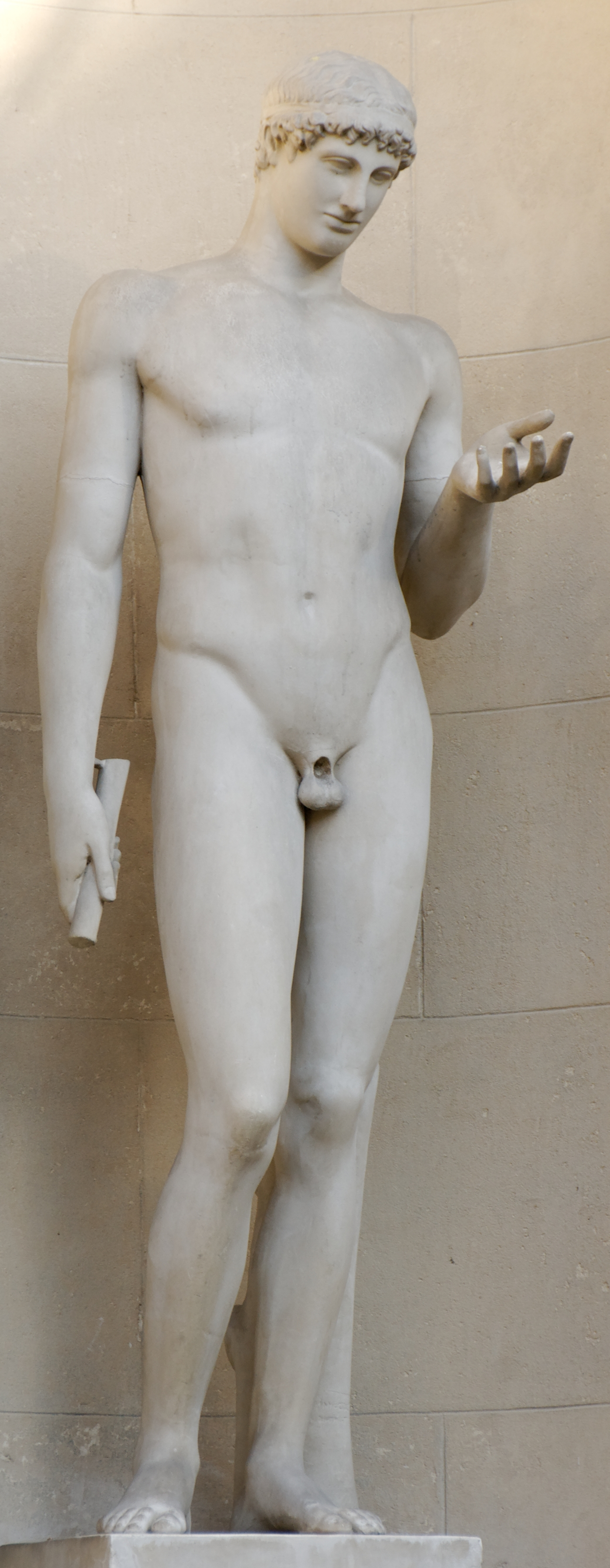
Calco in gesso dell'Atleta efebico di Stefano, d'epoca ellenistica, situato ed esposto presso il Museo delle Belle Arti di Lione (l'originale che emerse nel 1769 a Roma, fu conservato a Villa Albani; è firmata come, cioè "l'apprendista di Pasitele").

Stefano (in greco antico: Στέϕανος?, Stephanos; in latino Stephănus; fl. I secolo a.C.) è stato uno scultore greco antico, forse italiota come il suo maestro, Pasitele, che visse e operò insieme a lui presso la capitale dell'Impero romano.

## Biografia
Nacque da una famiglia greca, probabilmente in una città situata nella parte meridionale della penisola italica (Magna Grecia). La sua carriera si svolse, più o meno, durante il passaggio dall'età cesariana a quella di Ottaviano (età giulio-claudia). Il suo maggior committente fu Asinio Pollione, per cui realizzò un gruppo denominato Le Appiadi (40 a.C.; oggi scomparso), che rappresentava delle idriadi callipigie poste presso una fonte dell'aqua Appia (al Foro di Cesare, presso il Tempio di Venere Genitrice).
Durante degli scavi condotti a Roma nel 1769, vennero riportate alla luce diverse sue opere, alcune delle quali firmate come "Apprendista di Pasitele" (Πασιτέλους μαθητής): tra queste una riproduzione di un Atleta in nudità, considerata una copia, tra le tante, di un'autentica bronzea di stile peloponnesiaco (del 470 a.C. circa), forse del reggino Pitagora.
Ebbe anche lui un discepolato, è tra questi ci è noto Menelao, che ha operato durante l'epoca tiberiade.

## Opere conosciute
- Le Appiadi (40 a.C.);
- copia di Giovane atleta;
- Gruppo di Oreste ed Elettra (Museo Archeologico Nazionale di Napoli);
- Gruppo di Oreste e Pilade (Museo del Louvre a Parigi);